# Willi Kolb
Willi Kolb (* 18. Februar 1934 in Schwäbisch Gmünd) ist ein ehemaliger deutscher Gewichtheber.

## Werdegang
Willi Kolb war als Jugendlicher zunächst Schwimmer beim SV Schwäbisch Gmünd, bevor er durch seinen Bruder animiert, zum Gewichtheben bei Normannia Gmünd wechselte. Bereits 1950 und 1951 wurde er bei den deutschen Jugendmeisterschaften zweiter bzw. dritter Sieger in den Gewichtsklassen bis 50 kg bzw. 60 kg Körpergewicht. Nachdem Normannia Gmünd seine Schwerathletikabteilung auflöste, wechselten er zum TV Wetzgau und anschließend zur SG Weilimdorf, einem Stuttgarter Verein. 1953 startete er erstmals bei deutschen Meisterschaften der Aktiven und errang 1956 seinen ersten deutschen Meistertitel im Leichtgewicht. Die Spezialdisziplin Willi Kolb's war das Drücken, worin er mehrere deutsche Rekorde aufstellte. Jedoch stagnierte er, der als große Hoffnung im Deutschen Athleten Bund galt, zwischen 1956 und 1960 bei 340 bis 350 kg, so dass größere internationale Erfolge ausblieben. Bei der Ausscheidung für die gesamtdeutsche Olympiamannschaft 1960 scheiterte er an Werner Dittrich, aus Zittau mit 347,5 : 355 kg.
Willi Kolb war Molkereimeister im Stuttgarter Milchhof.

## Internationale Meisterschaften
(OS = Olympische Spiele, WM = Weltmeisterschaft, EM = Europameisterschaft, Fe = Federgewicht, Le = Leichtgewicht, Mi = Mittelgewicht)
- 1955, 14. Platz (10.Platz), WM + EM in München, Le, mit 325 kg, Sieger: Nikolai Kostylew, UdSSR, 382,5 kg, vor Gouda, Ägypten, 365 kg;
- 1956, 12. Platz, OS in Melbourne, Le, mit 340 kg, Sieger: Igor Rybak, UdSSR, 380 kg, vor Rafael Chabudtinow, UdSSR, 372,5 kg;
- 1958, 8. Platz (7. Platz), WM + EM in Stockholm, Le, mit 325 kg, Sieger: Viktor Buschujew, UdSSR, 390 kg vor Luciano de Genova, Italien, 362,5 kg;
- 1959, 11. Platz (9. Platz), WM + EM in Warschau, Le, mit 340 kg, Sieger: Viktor Buschujew, UdSSR, 385 kg, vor Akop Faradschian, UdSSR, 370 kg

## Deutsche Meisterschaften
- 1953, 7. Platz, Fe, mit 257,5 kg;
- 1954, 4. Platz, Le, mit 312,5 kg, hinter Oswald Junkes, Trier, 325 kg, Hans Neuhaus, Essen, 322,5 kg und Jakob Weil, Mainz, 317,5 kg;
- 1955, 2. Platz, Le, mit 332,5 kg, hinter Junkes, 332,5 kg und vor Neuhaus, 330 kg;
- 1956, 1. Platz, Le, mit 347,5 kg, vor Roland Lortz, Groß-Zimmern, 340 kg und Weil, 330 kg;
- 1957, 1. Platz, Le, mit 340 kg, vor Weil, 335 kg und Junkes, 325 kg;
- 1958, 1. Platz, Le, mit 347,5 kg, vor Weil, 332,5 kg und Manfred Magin, Mutterstadt, 320 kg;
- 1959, 1. Platz, Le, mit 347,5 kg, vor Weil, 335 kg und Karl Stohner, Mutterstadt, 332,5 kg;
- 1960, 3. Platz, Le, mit 340 kg, hinter Stohner, 345 kg und Alfred Kornprobst, Nürnberg, 340 kg

## Deutsche Rekorde
im beidarmigen Drücken:
- 107,5 kg, 1955, Le,
- 110 kg, 1956, Le,
- 115 kg, 1957, Le,
- 117,5 kg, 1957, Le,
- 120 kg, 1958, Le,
- 122,5 kg, 1958, Mi,
- 122,5 kg, 1959, Le

im olympischen Dreikampf:
- 350 kg, 1958, Le
- 352,5 kg, 1958, Le